# یادبود تاناکا
یادبود تاناکا (به ژاپنی: 田中上奏文, Tanaka Jōsōbun)) یک سند برنامه‌ریزی شده استراتژیک امپراتوری ژاپن در سال ۱۹۲۷ است که در آن نخست‌وزیر ژاپن بارون تاناکا گی‌ایچی برای امپراتور ژاپن هیروهیتو یک استراتژی برای تصاحب است جهان را شرح می‌دهد. اصالت سند مدتها پذیرفته شده بود و هنوز هم در برخی از کتاب‌های درسی چینی نقل می‌شود، اما مورخ جان داور عقیده دارد که "اکنون بیشتر محققان بر این عقیده اند که این یک جعل سند ضد ژاپنی استادانه بوده‌است.
این سند برای اولین بار در دسامبر ۱۹۲۹ در یک مجله چینی در نانجینگ وابسته به حزب ملی و ناسیونالیست کومینتانگ منتشر شد. این سند حاوی این ادعاها است:
- برای تصاحب جهان، شما باید آسیا را تصاحب کنید؛
- برای تصاحب آسیا، شما باید چین را تصرف کنید؛
- برای دستیابی به چین، شما باید منچوری و مغولستان را تصرف

را تصرف کنید اگر ما موفق به تسخیر چین شویم، بقیه کشورهای آسیا و کشورهای دریای جنوبی از ما می‌ترسند و به ما تسلیم می‌شوند.
سپس جهان متوجه خواهد شد که آسیای شرقی مال ما است.